# Ludger Mintrop
Ludger Mintrop (ur. 18 lipca 1880 w Werden/Heidhausen, zm. 1 stycznia 1956 w Essen) – niemiecki geofizyk.

## Życiorys
Urodzony 18 lipca 1880 w Werden/Heidhausen koło Essen jako syn rolnika. Po ukończeniu szkoły w Werden i gimnazjum w Essen podjął w latach 1902–1903 studia na Bergakademie Berlin, a następnie do 1905 r. na Technische Hochschule Aachen. Na tej ostatniej uczelni pracował również jako asystent geofizyka prof. Karla Haußmanna. Od 1907 r. pracował w Instytucie Geofizyki na Uniwersytecie w Getyndze pod kierunkiem jego twórcy Emila Wiecherta, znanego z badań antropogenicznych trzęsień ziemi i budowy sejsmografu. Mintrop eksperymentował ze sztucznie wzbudzanymi trzęsieniami ziemi, w tym celu wykonywał eksperymenty polegające na zrzucaniu czterotonowej żelaznej kuli z wieży o wysokości 14 metrów, a następnie rejestrował powstałe fale P i S za pomocą opracowanego przez siebie wysokoczułego sejsmografu.
W 1908 r. Mintrop otrzymał posadę profesora na Bergschule Bochum i jednego z dyrektorów w nowo powstałym obserwatorium trzęsień ziemi i geomagnetyki. W 1911 r. Mintrop uzyskał doktorat na podstawie pracy nt. wibracji gruntu wywołanych przez silnik gazowy na Uniwersytecie w Getyndze. W czasie I wojny światowej opracował metody sejsmicznego wyznaczania pozycji alianckiej artylerii. Po wojnie odwrócił proces i mierząc dystans od eksplozji do sejsmografu odkrył możliwość szacowania głębinowych formacji geologicznych.
W 1921 r. Mintrop założył w Hanowerze Seismos GmbH, pierwszą firmę stosującą antropogeniczne trzęsienia ziemi wywoływane za pomocą ładunków wybuchowych do eksploatacji złóż surowców, w tym ropy naftowej i węgla. Wraz z firmą Seismos jest uważany za jednego z pionierów poszukiwania w latach 20. złóż ropy naftowej w USA, a jego firma do 1933 r. utrzymywała pozycję lidera branży. Od 1928 do 1945 r. wykładał geofizykę na Uniwersytecie Wrocławskim, a po zakończeniu II wojny światowej uciekł do Niemiec Zachodnich, gdzie wykładał geofizykę na Technische Hochschule Aachen.
Członek-założyciel Niemieckiego Towarzystwa Sejsmologicznego (1922 r.), członek honorowy Niemieckiego Towarzystwa Geofizycznego (1950 r.).
Zmarł 1 stycznia 1956 roku w Essen.

## Odznaczenia
- Karl-Engler Medal (1953 r.)[2]
- Krzyż Wielki Orderu Zasługi Republiki Federalnej Niemiec (1955 r.)[2]